# カトリック三浦町教会
カトリック三浦町教会（カトリックみうらちょうきょうかい）は、長崎県佐世保市三浦町にあるキリスト教の教会ならびにその聖堂である。駅周辺のランドマークとして佐世保市を代表する建築物であるとして、2004年に第6回佐世保市景観デザイン賞に選定された。

## 教会の保護者
- 至聖なるイエスの聖心

## 沿革
元々は市役所に近い谷郷町に1897年（明治30年）に建てられた。その後、3代目の主任司祭である脇田浅五郎（後の横浜教区長）の奔走により現在地に新しい教会堂を建設することになり、1931年（昭和6年）12月8日（無原罪の聖マリアの祝日）に献堂式が執り行われた。
佐世保駅前の左手正面の丘に建つ教会堂であり、軍港（佐世保港）周辺施設を一望できることから第二次世界大戦中は軍からの監視を受け、さらに空襲をさけるためとして白い外壁にコールタールを塗られ黒一色の姿になったが、1945年（昭和20年）6月28日の佐世保大空襲では焼失を免れている。
終戦後は外壁も元通りの白い姿に戻されたが、教会堂のすぐ下を走る国道35号の拡幅に伴い前の山が削られ、擁壁に途中折り返し付きの急な階段で登る現在の形になっている。

## 所在地
- 〒857-0863 長崎県佐世保市三浦町4番25号

### アクセス
- JR・松浦鉄道佐世保駅から徒歩3分
- 西肥バス（させぼバスも含む）「戸尾町」下車

### 周辺情報
- 聖心幼稚園 - 同敷地内にある学校法人純心女子学園が経営する幼稚園。園舎の耐震性不足など諸事情により2017年3月をもって閉園。
- アルカスSASEBO - 国道を挟んで正面にある多目的ホール。
- 佐世保駅
- えきマチ1丁目佐世保
- 四ヶ町商店街